# 관입암

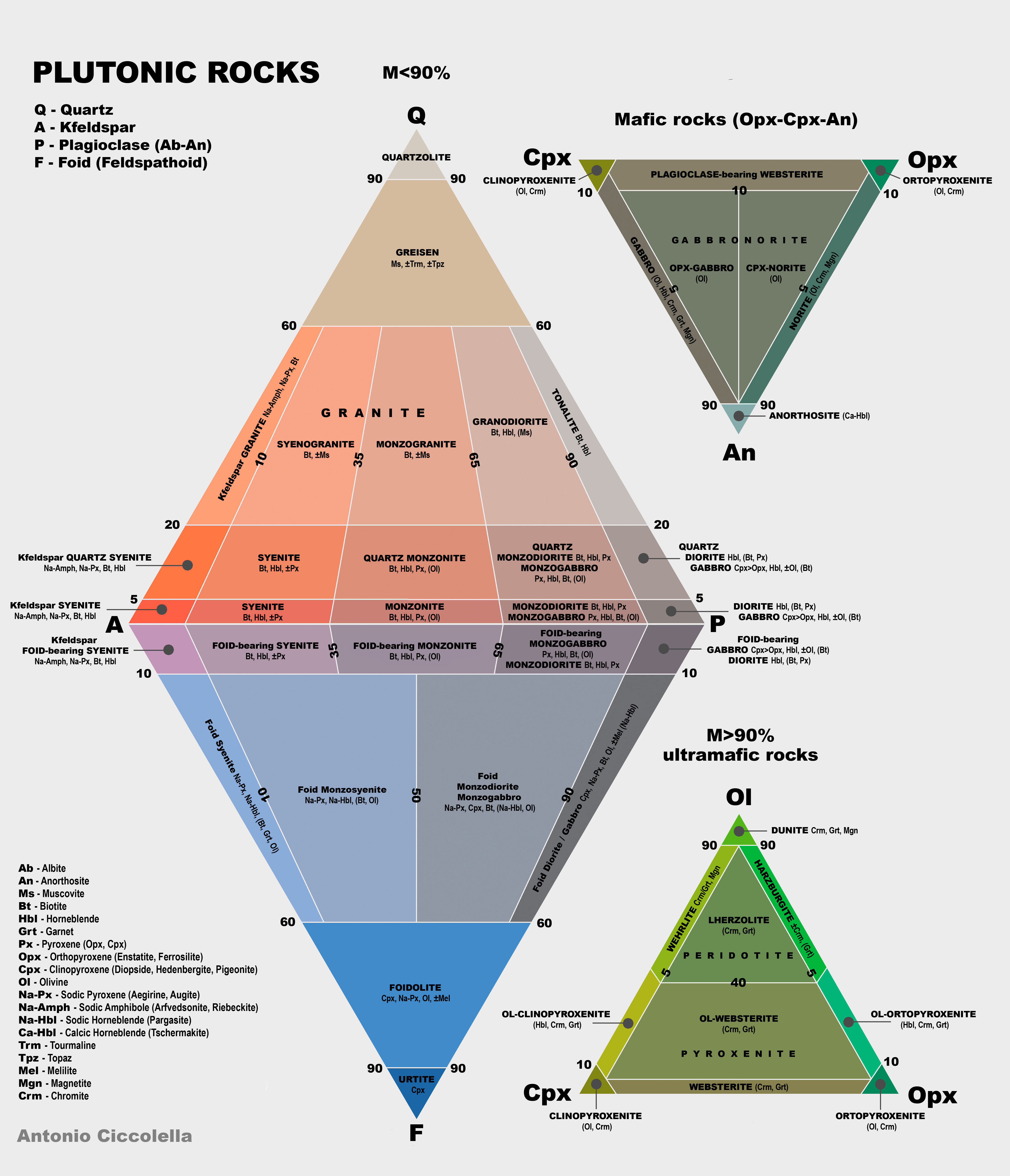
심성암의 분류를 위한 QAPF 도표

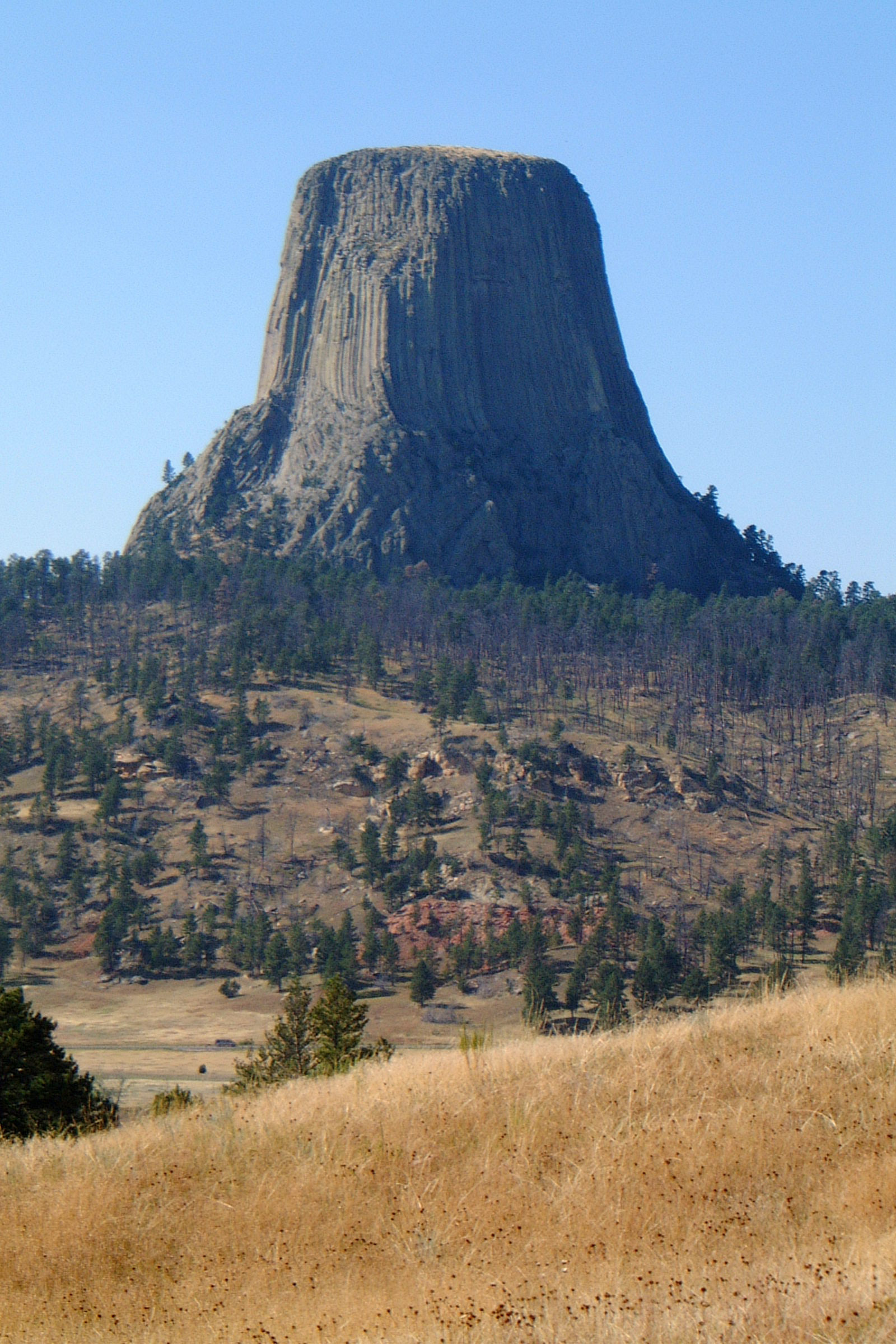
미국 데블스타워, 주변의 부드러운 바위가 침식되면서 드러난 화성(火成) 침입

관입암(貫入巖, 영어: Intrusive rock)은 화성암의 일종으로 마그마가 지표에 나타나지 않고 지각 내에 관입하여 굳어짐으로써 형성되는 것을 말한다.

## 같이 보기
- 화산암